# Atrápame si puedes (programa de televisión)
Atrápame si puedes (Agafa’m si pots en IB3, Atrapa’m si pots en À Punt y TV3, Cógeme si puedes en TV Canaria y Atrápame se podes en TVG) es un concurso de televisión español producido por Hostoil, originalmente para ETB2. Fue estrenado el 13 de octubre de 2014, en 2016 en Aragón, en 2017 en Madrid y Baleares, en 2018 en la Comunidad Valenciana y Cataluña, en 2020 en Andalucía y en Canarias, en 2021 en Galicia y en 2022 en Extremadura y en Castilla-La Mancha.
En la semana del 23 de febrero de 2015 cumplió 100 programas y lo celebró repartiendo un premio de 1.000€ cada día de esa semana. Hasta la fecha, el programa ha repartido más de 300.000 € en premios.

## Adaptaciones en cadenas autonómicas

### Atrápame si puedes(ETB2)
Presentador/a titular
     Presentador/a sustituto/a
|               | Información                             | ETB2 Spain | ETB2 Spain | ETB2 Spain | ETB2 Spain | ETB2 Spain | ETB2 Spain | ETB2 Spain | ETB2 Spain | ETB2 Spain | ETB2 Spain | ETB2 Spain |
| Año           |                                         | 2014       | 2015       | 2016       | 2017       | 2018       | 2019       | 2020       | 2021       | 2022       | 2023       | 2024       |
| ------------- | --------------------------------------- | ---------- | ---------- | ---------- | ---------- | ---------- | ---------- | ---------- | ---------- | ---------- | ---------- | ---------- |
| Patxi Alonso  | Presentador de televisión y periodista. |            |            |            |            |            |            |            |            |            |            |            |
| Iñaki Urrutia | Presentador de televisión y humorista.  |            |            |            |            |            |            |            |            |            |            |            |

A lo largo de la historia del programa se han hecho especiales con famosos como Nerea Garmendia, Julian Iantzi, Carlos Sobera, Gorka Aguinagalde, Jorge Fernández, entre otros.
Desde 2023 Iñaki Urrutia presenta la versión de fin de semana para ETB2, tomando el relevo de Patxi Alonso.

### Atrápame si puedes(Aragón TV)
Presentador/a titular
     Presentador/a sustituto/a
|               | Información                             | AragónTV | AragónTV | AragónTV | AragónTV | AragónTV | AragónTV | AragónTV | AragónTV | AragónTV |
| Año           |                                         | 2016     | 2017     | 2018     | 2019     | 2020     | 2021     | 2022     | 2023     | 2024     |
| ------------- | --------------------------------------- | -------- | -------- | -------- | -------- | -------- | -------- | -------- | -------- | -------- |
| Iñaki Urrutia | Presentador de televisión y periodista. |          |          |          |          |          |          |          |          |          |

### Atrápame si puedes(Telemadrid)
Presentador/a titular
     Presentador/a sustituto/a
| Luis Larrodera | Presentador de televisión y humorista. |  |  |  |  |  |  |
| Goyo González  | Presentador de televisión y humorista. |  |  |  |  |  |  |

Nota: El programa estuvo fuera de emisión desde el 28 de diciembre de 2017 hasta el 11 de junio de 2021 y a principios de marzo de 2022 se volvió a cancelar siendo sustituido por dos películas durante la sobremesa, siendo una de ellas del género western. Los programas ya grabados que faltan por emitir los emitirá próximamente La Otra. Sin embargo, todavía no se ha concretado ni el día ni el horario para que continúe la emisión en dicha cadena.

#### Atrápame si puedesː Celebrity
El 25 de noviembre de 2021 se estrenó una versión del programa para el prime time de los jueves en la cadena presentada por Jaime Cantizano con concursantes famosos como Karina, Carmen Alcayde, Carolina Ferre, Fernando Romay, Alba Carrillo, entre otros. Estos programas también se emitieron en Canal Sur a partir del 3 de enero de 2022. 
     Presentador/a titular
     Presentador/a sustituto/a
| Jaime Cantizano | Presentador de televisión. |  |  |  |  |  |  |  |

##### Temporada 1 (2021-2022)
| 1  | 25/11/2021 | Jorge González     | Frank Blanco     | Fernando Romay                    | Teté Delgado      | Vicky Larraz              | Adriana Abenia         | 93 000 (5,0%)  |
| 2  | 2/12/2021  | Agustín Bravo      | Irma Soriano     | Iñaki Urrutia                     | Carmen Alcayde    | Lucrecia                  | Agustín Jiménez        | 64 000 (3,5%)  |
| 3  | 9/12/2021  | Karina             | Carolina Ferre   | Paula Prendes                     | Jota Abril        | David Amor                | Josema Yuste           | 88.000 (4,9%)  |
| 4  | 16/12/2021 | Nuria Fergó        | Manolo Sarriá    | Óscar Martínez                    | Berta Collado     | Sonia Ferrer              | Javier Castillo "Poty" | 88.000 (5,1%)  |
| 5  | 23/12/2021 | Belinda Washington | David Meca       | Sandra Daviú                      | Javier Herrero    | Chema Martínez            | Itziar Castro          | 106.000 (6%)   |
| 6  | 30/12/2021 | José Manuel Soto   | Sara Escudero    | Quico Taronjí                     | Tamara            | Marianico el Corto        | Mónica Martínez        |                |
| 7  | 13/01/2022 | Arévalo            | Marta Valverde   | Jorge Roelas                      | Raquel Revuelta   | María Jesús y su acordeón | Juan Muñoz             |                |
| 8  | 20/01/2022 | Óscar Higares      | Emma Ozores      | Mayra Gómez Kemp                  | Fortu Sánchez     | María Gómez               | Sergio Pazos           | 116 000 (5,7%) |
| 9  | 27/01/2022 | Vanesa Romero      | Luis Muñoz       | Lara Dibildos                     | Juanito Oiarzábal | Lorena                    | Xavier Deltell         | 81.000 (4,6%)  |
| 10 | 3/02/2022  | Rosario Mohedano   | Jaime Nava       | Natalia                           | Andoni Ferreño    | Jacqueline de la Vega     | Pepe da Rosa Jr.       |                |
| 11 | 10/02/2022 | Roser              | Soraya Arnelas   | José Salazar                      | Javier Quero      | Lucía Hoyos               | Yunke                  | 91.000 (5,2%)  |
| 12 | 17/02/2022 | Nacho Guerreros    | Irene Junquera   | Jorge Blass                       | Nani Gaitán       | Ramón Arangüena           | Patricia Betancort     |                |
| 13 | 27/02/2022 | Inés Ballester     | Fabiola Martínez | Jandro                            | Salva Reina       | Fernando Ramos            | Eli Pinedo             |                |
| 14 | 6/03/2022  | Serafín Zubiri     | Maite Cadaval    | Elena Martín                      | Sandra Ibarra     | Julian Iantzi             | Jorge Luengo           |                |
| 15 | 13/03/2022 | Ismael Beiro       | Ivonne Reyes     | Pablo Ibáñez "El Hombre de Negro" | Gisela            | Paco Morales              | Marián Conde           |                |

##### Temporada 2 (2022)
| 16 | 20/05/2022 | Ana García Lozano        | Hugo Salazar        | Juanma Lara      | Arancha de Benito     | Rosa Valenty     | Antonio Garrido             |  |
| 17 | 27/05/2022 | Alicia Senovilla         | Pepe ‘El Marismeño’ | Chico Pérez      | Paula Púa             | Helena Bianco    | Ken Appledorn               |  |
| 18 | 03/06/2022 | Antonio Molero           | Raquel Revuelta     | El Koala         | Raúl                  | Fedra Llorente   | Vania Millán                |  |
| 19 | 10/06/2022 | Daniel Diges             | Rosario Pardo       | Xavier Deltell   | Verónica Mengod       | Cecilia Gómez    | Señor Barragán              |  |
| 20 | 17/06/2022 | Irma Soriano             | Eloy Arenas         | Ángeles Martín   | Sara Vega             | Rody Aragón      | Pablo Albuerne "Gipsy Chef" |  |
| 21 | 24/06/2022 | Jandro                   | Jaimito Borromeo    | Concha Galán     | Agustín Bravo         | Beatriz Rico     | Verónica Hidalgo            |  |
| 22 | 1/07/2022  | David Guapo              | Rasel               | Marta Fernández  | María José Santiago   | Ramón Fuentes    | Verónica Romero             |  |
| 23 | 8/07/2022  | Máximo Valverde          | Carla Hidalgo       | Guillermo Martín | Alicia Senovilla      | Kike Supermix    | Leonor Lavado               |  |
| 24 | 15/07/2022 | Las Supremas de Móstoles | Paco Candela        | María Parrado    | Jordi Cruz            | María Jesús Ruiz |                             |  |
| 25 | 22/07/2022 | Inés Ballester           | Agustín Jiménez     | Roko             | Ale Alcántara         | Francine Gálvez  | Frank Blanco                |  |
| 26 | 29/07/2022 | Eva Pedraza              | Ximo Rovira         | Alba Carrillo    | Martín Pareja-Obregón | Geno Machado     | María Villalón              |  |

##### Temporada 3 (2022-2023)
| 27 | 15/11/2022 | Josema Yuste                | Esmeralda Moya     | Juan Luis Cano    | Valeria Ros     | David Barrull   | Nani Gaitán            |  |
| 28 | 22/11/2022 | Juanjo Ballesta             | Charo Reina        | Miguel Caiceo     | Patricia Cerezo | Javián          | Marlene Mourreau       |  |
| 29 | 29/11/2022 | Daniel Diges                | Sylvia Pantoja     | Naim Thomas       | Mar Montoro     | Nacho García    | Paloma Lago            |  |
| 30 | 6/12/2022  | Eva Ruiz                    | José Manuel Parada | Ares Teixidó      | Mariola Fuentes | Loreto Valverde | Marianico el Corto     |  |
| 31 | 13/12/2022 | Lorena                      | Ivonne Reyes       | Alberto López     | Alfonso Sánchez | Alejandra Prat  | Antonio Rossi          |  |
| 32 | 20/12/2022 | Nico Abad                   | Luján Argüelles    | Roser             | Juan Peña       | Shaila Dúrcal   | Javier Castillo "Poty" |  |
| 33 | 27/12/2022 | Jota Abril                  | Gisela             | Siro López        | Raúl Pérez      | Itziar Miranda  | Eugenia Osborne        |  |
| 34 | 3/01/2023  | José Antonio Canales Rivera | Daniela Blume      | Lucrecia          | Dani del Toro   | Javi Cantero    | Cristina Piaget        |  |
| 35 | 10/01/2023 | Soraya Arnelas              | Natalia            | Cristóbal Soria   | Santi Burgoa    | Sonia Ferrer    | Mayra Gómez Kemp       |  |
| 36 | 17/01/2023 | Marisa Jara                 | Iñaki Urrutia      | María José Besora | Eva Pedraza     | Raúl Gómez      | Fernando Ramos         |  |

### Agafa'm si pots(IB3)
Presentador/a titular
     Presentador/a sustituto/a
| Llum Barrera            | Actriz, presentadora de televisión y humorista. |  |  |  |  |  |  |  |  |  |  |  |
| Quique Jiménez (Torito) | Presentador y colaborador de televisión.        |  |  |  |  |  |  |  |  |  |  |  |
| Antònia Jaume           | Actriz.                                         |  |  |  |  |  |  |  |  |  |  |  |

### Atrapa'm si pots(À Punt)
Presentador/a titular
     Presentador/a sustituto/a
|                  | Información                            | Logotip d'À Punt (2017-) | Logotip d'À Punt (2017-) | Logotip d'À Punt (2017-) | Logotip d'À Punt (2017-) | Logotip d'À Punt (2017-) | Logotip d'À Punt (2017-) | Logotip d'À Punt (2017-) | Logotip d'À Punt (2017-) |
| Año              |                                        | 2018                     | 2019                     | 2020                     | 2021                     | 2022                     | 2023                     | 2024                     |                          |
| ---------------- | -------------------------------------- | ------------------------ | ------------------------ | ------------------------ | ------------------------ | ------------------------ | ------------------------ | ------------------------ | ------------------------ |
| Eugeni Alemany   | Presentador de televisión y humorista. |                          |                          |                          |                          |                          |                          |                          |                          |
| Carolina Ferre   | Presentadora de televisión.            |                          |                          |                          |                          |                          |                          |                          |                          |
| Óscar Tramoyeres | Presentador de televisión.             |                          |                          |                          |                          |                          |                          |                          |                          |

A lo largo de la historia del programa se han hecho especiales con concursantes famosos como Marta Belenguer, Enrique Arce, Gisela, Ximo Rovira, Carlos Latre, entre otros. Además, por el estreno de las nuevas temporadas de L'Alqueria Blanca se hicieron especiales con protagonistas de la serie como María Maroto, Ferrán Gadea, Carme Juan, Amparo Oltra, Elisa Lledó, Óscar Pastor o Paco Sarro.

##### Programas especiales
| 1 | 13/06/2020 | Personajes del arte 1      | Carlos Latre         | Txabi Franquesa | Jordi Ballester | Guillermo Martín | Tesa             | Pepa Cases  |  |
| 2 | 20/06/2020 | Personajes del arte 2      | Marta Belenguer      | Enrique Arce    | Raúl Antón      | Korah            | Sandra Polop     | Manu Górriz |  |
| 3 | 21/03/2021 | L'Alqueria Blanca          | Carme Juan           | Paco Sarro      | María Maroto    | José Serer       |                  |             |  |
| 4 | 14/10/2021 | L'Alqueria Blanca          | Amparo Oltra         | Elisa Lledó     | Óscar Pastor    | Ferrán Gadea     | Raquel Escribano | Nelo Gómez  |  |
| 5 | 28/10/2021 | Camilo Sesto               | Eduard Forés         | Ferrán Cano     | Macrina Soler   | Ángela Carrasco  | Ana Conca        |             |  |
| 6 | 04/11/2021 | Luis García Berlanga       | Guillermo Montesinos | Mari Giner      | Lluís Cascant   | Empar Ferrer     | Chechu Berlanga  |             |  |
| 7 | 28/12/2021 | Presentadores de concursos | Ximo Rovira          | Paco Nadal      | Antònia Jaume   | Quique Jiménez   | María Abradelo   |             |  |

### Atrapa'm si pots(TV3)
Presentador/a titular
     Presentador/a sustituto/a
|               | Información                                   | TV3  | TV3  | TV3  | TV3  | TV3  | TV3  | TV3  | TV3 |
| Año           |                                               | 2018 | 2019 | 2020 | 2021 | 2022 | 2023 | 2024 |     |
| ------------- | --------------------------------------------- | ---- | ---- | ---- | ---- | ---- | ---- | ---- | --- |
| Llucià Ferrer | Presentador de televisión y locutor de radio. |      |      |      |      |      |      |      |     |

### Atrápame si puedes(Canal Sur)
Presentador/a titular
     Presentador/a sustituto/a
| Manolo Sarriá   | Humorista y presentador de televisión. |  |  |  |  |  |
| Antonio Garrido | Presentador y actor televisivo         |  |  |  |  |  |

#### Atrápame si puedesː Concursantes TOP
El 23 de abril de 2023 se estrenó una versión del concurso en la que jugarían cada domingo seis exparticipantes, elegidos entre los mejores que han pasado por el programa desde su estreno. Esta versión está presentada por Javier Aguilar.
     Presentador/a titular
     Presentador/a sustituto/a
|                | Información                             | Canal Sur | Canal Sur | Canal Sur |
| Año            |                                         | 2023      | 2024      |           |
| -------------- | --------------------------------------- | --------- | --------- | --------- |
| Javier Aguilar | Periodista y presentador de televisión. |           |           |           |

Canal Sur emite también de forma intermitente desde el 3 de enero de 2022 la versión celebrity del programa realizada por Telemadrid y presentada por Jaime Cantizano.

### Cogéme si puedes(TV Canaria)
Presentador/a titular
     Presentador/a sustituto/a
| Daniel Calero | Presentador de televisión. |  |  |  |  |  |

### Atrápame se podes, chanzo arriba(TVG)
Presentador/a titular
     Presentador/a sustituto/a
| Paco Lodeiro | Presentador de televisión. |  |  |  |  |

Antes de 2024 el concurso se llamaba simplemente Atrápame se podes.

### Atrápame si puedes(Canal Extremadura)
Presentador/a titular
     Presentador/a sustituto/a
| Paco Vadillo     | Presentador de televisión.  |  |  |  |
| Sara Bravo       | Presentadora de televisión. |  |  |  |
| Alicia Senovilla | Presentadora de televisión. |  |  |  |

### Atrápame si puedes(CMM)
Presentador/a titular
     Presentador/a sustituto/a
| Frank Blanco | Presentador de televisión y locutor de radio. |  |  |  |

CMM emite también de forma intermitente desde el 30 de noviembre de 2024 la versión celebrity del programa realizada por Telemadrid y presentada por Jaime Cantizano.

## Mecánica del programa

### Primera ronda
Durante la primera ronda, los 6 concursantes deben responder de manera individual y durante 30 segundos a preguntas de cultura general (En las dos primeras temporadas, los 6 concursantes jugaban en equipo durante 120 segundos). Cada respuesta correcta tiene un valor de 50 puntos en la mayoría de las comunidades autónomas (Incluyendo en el País Vasco, aunque sólo durante los primeros meses de emisión, ya que al poco tiempo se redujo a 30 puntos, pero todavía se sigue haciendo este tipo de juego en el formato del fin de semana). A partir de 2019, en el País Vasco, Cataluña (A finales de octubre de 2020), Baleares (A principios de febrero de 2021) y en la Comunidad Valenciana (A partir de septiembre del 2021), cada concursante responderá a 7 preguntas de verdadero o falso (hay 3 respuestas falsas) acerca de una temática concreta en 45 segundos. Cada acierto suma 20 puntos (50 puntos en Baleares, Cataluña y la Comunidad Valenciana) y a partir de la séptima temporada en el País Vasco, el concursante puede conseguir un comodín, que lo podrá utilizar a modo de respuesta a cualquier pregunta en las dos siguientes rondas, sin embargo para conseguirlo deberá que responder correctamente a las 7 preguntas que se le plantea. Pero en Cataluña a partir del 23 de octubre del 2021, cada concursante sólo contaba con 5 afirmaciones y a diferencia de las otras comunidades previamente mencionadas, las afirmaciones pueden ser todas verdad o todas mentira o 1 verdad y 4 mentiras, etc. En el País Vasco, desde la novena temporada, se realiza la prueba “Uno contra uno” en la que cada concursante tendrá que asociar 5 afirmaciones con 2 famosos. Cada famoso tendrá asociadas 2 afirmaciones, y una de las afirmaciones no pertenece a ninguno de los dos famosos.

### Segunda ronda
En la segunda fase, cada concursante jugará con los puntos que lograron entre todos en la primera ronda (por ejemplo, si lograron 300 puntos entre todos, todos juegan de manera individual con 300 puntos). Deben responder correctamente 5 preguntas de 50, 40, 30, 20 y 10 puntos de 6 opciones posibles (Hasta febrero de 2015, eran 3 preguntas con valor de 30, 20 y 10 puntos de 4 opciones posibles pero a partir del mismo mes eran 4 preguntas de 40, 30, 20 y 10 puntos con 5 opciones), a partir de la tercera temporada se incluyen preguntas con música, pero sólo las puede responder un concursante. Desde el 23 de octubre del 2021, en Cataluña, solo se hacen 4 preguntas con 5 opciones de respuesta y las preguntas suelen ser de música.
Al final de la ronda, el participante con menos puntos acumulados queda eliminado. En caso de empate, se decide mediante una muerte súbita en la que cada participante debe responder una pregunta con tres opciones. El primero que falle queda eliminado (si su oponente responde correctamente). En caso de haber 5 concursantes y no 6, o bien no se realiza esta prueba como sucede ahora en Galicia, o como sucedió antes en Aragón (desde septiembre de 2016 hasta 2020) o en Baleares (desde abril de 2017 hasta mayo de 2018) o bien se realiza esta prueba y nadie es eliminado como sucede en todas las comunidades autónomas, esta práctica todavía se aplica a día de hoy incluso después de la pandemia del COVID-19 (En Andalucía durante los meses de verano, suele haber 6 concursantes en vez de 5).

### Tercera ronda
Cada participante escoge un oponente con quien jugar y un tema de cinco posibles. El oponente tiene que responder 4 preguntas de 10, 20, 30 y 40 puntos cada una (A excepción de la primera temporada eran 3 preguntas de 10, 20 y 30 puntos cada una, y desde la quinta temporada la pregunta de 10 puntos tiene 2 opciones, la de 20 puntos tiene 3 opciones, la de 30 puntos tiene 4 opciones y la de 40 puntos es de respuesta directa). En Cataluña desde el 23 de octubre de 2021 todas las preguntas tienen 3 opciones. Si contesta bien, suma los puntos y se los quita a su rival. Si responde incorrectamente, pierde los puntos y se le suman a su contrincante. Cabe añadir que puede haber más de un concursante que elija al mismo oponente. El que tenga menos puntos al final queda eliminado.

### Cuarta ronda
Para el escalado, se forman dos grupos de dos concursantes de acuerdo a los puntos logrados en el programa (1.º vs 3.º y 2.º vs 4.º). En Cataluña desde el 23 de octubre de 2021 se enfrentan el primer y segundo concursante contra el tercero y el cuarto. Tienen dos opciones para responder mediante dos pulsadores, uno a cada lado del atril. El primer grupo que conteste 5 preguntas correctamente pasa a la final. En caso de empate a 5, se hacen preguntas hasta que un grupo conteste correctamente y el otro falle.

### La escalera
En la ronda final, los 2 concursantes luchan por el bote del día, uno contra otro (Al principio en el País Vasco se jugaba de lunes a jueves por un premio de 1.000€ dejando el bote para el viernes, igual que en Date el bote, pero a partir de abril del 2015 se pondría el bote en juego para todos los días). Cada concursante se posicionará en un lado de la escalera situada en el plató. Se lanzarán tantas preguntas y alternativamente como sean necesarias hasta que alguno de los dos concursantes sea el primero en acertar 5 preguntas, siempre respetando el turno correspondiente. Si se equivoca en alguna, puede seguir concursando pero únicamente por un premio de consolación: 200€ en la mayoría de comunidades, 300€ en Andalucía o 500€ en el País Vasco y Cataluña. El bote cada día va aumentando si no se lo atrapa nadie, se añadirá dinero cada día al bote: 300€ en Extremadura y Castilla-La Mancha, 400€ en la mayoría de comunidades (incluyendo Madrid durante la 2.ª etapa) o 500€ en Andalucía y Madrid (solo durante la 1.ª etapa) o 1.000€ en el País Vasco y Cataluña. En Cataluña, tan sólo se añade esta cantidad como acumulación en cada programa, y a partir del 23 de octubre de 2021, cada concursante tiene un rebote para enviar al otro concursante en caso de que no se sepa la pregunta durante las cuatro primeras preguntas, pero cada concursante solo puede enviar un rebote. Si el otro concursante falla, sube un escalón, pero si falla, baja uno. Los rebotes nunca hacen perder el bote, cosa que sucederá si dice la respuesta incorrecta. Cada concursante solo puede enviar un rebote en la final.

### Minuto final
A partir del septiembre de 2020, quien logre subir a lo alto de la escalera (independientemente de los errores), tendrá un minuto para acertar cinco preguntas de determinadas categorías, durante este tiempo puede dar tantas respuestas como el tiempo lo permita. Si consigue acertar las 5 preguntas antes de que acabe el tiempo, ganará el premio máximo. De lo contrario, solo se lleva el premio de consolación. Esta prueba no se realiza ni en Baleares, ni en Madrid, ni en Galicia (Excepto los programas navideños), ni en Castilla-La Mancha que tiene la escalera como prueba final, en la que ganará el bote aquel que conteste correctamente a 5 preguntas sin equivocarse en ninguna.

### Atrápame si puedes fin de semana
Desde finales de abril de 2017, ETB2 también transmite «Atrápame si puedes finde» los sábados y domingos, en donde los invitados son los participantes más divertidos del programa. La mecánica es la misma, sólo que se incluye una ronda en la que los concursantes deben adivinar algo (una ciudad, un alimento o un personaje) mientras van apareciendo pistas, sin embargo, esto reducirá la puntuación. El ganador final obtiene 1.000€, mientras que los que no hayan ganado tienen la oportunidad de volver para intentar llevarse el premio. En la séptima temporada, a diferencia de las anteriores, además de los días señalados anteriormente, se emitía también los viernes, haciendo que la versión diaria solo se emitiera de lunes a jueves, pero al poco tiempo, la versión diaria volvería a emitirse el viernes.
Además, en Baleares se hizo esta versión con el nombre Agafa'm si pots cap de setmana desde el 17 de noviembre de 2018 hasta cierta fecha de 2019. Al igual que en la Comunidad Valenciana, se hacía con el nombre de Atrapa'm si pots cap de setmana desde el 18 de enero de 2020 hasta el 2 de enero de 2022. Ambas versiones daban un premio sí o sí de 500€ y cada programa del fin de semana iba dedicado a un tema concreto.

## Premios
- Premio Iris Mejor Programa Autonómico 2024, Atrápame si puedes (ETB2, Aragón TV, TVG, TV3, CMMedia, Canal Sur, IB3, TVC, À Punt, Telemadrid y Canal Extremadura), concedido por la Academia de Televisión y de las Ciencias y Artes del Audiovisual. [14]